# Chaiturus marrubiastrum
Chaiturus marrubiastrum là một loài thực vật có hoa trong họ Hoa môi. Loài này được (L.) Ehrh. ex Rchb. mô tả khoa học đầu tiên năm 1831.